# Robert Mauger
Pour les articles homonymes, voir Mauger.
Robert Mauger est un homme politique socialiste français né le 27 avril 1891 et mort le 9 janvier 1958 à Contres (Loir-et-Cher), horloger-bijoutier de profession, résistant pendant la Seconde Guerre mondiale.

## Biographie
Fils de Pierre Mauger-Violleau, homme politique radical-socialiste et commerçant, Robert Mauger reprend la bijouterie de son père, exploite un vignoble, et adhère dès sa jeunesse à la Section française de l'Internationale ouvrière (SFIO). Il succède également à son père comme conseiller général, en 1924, et maire de leur commune natale, en 1925. En 1928, il est battu aux élections législatives et cantonales, mais retrouve ses mandats en 1932 et 1934.
À la Chambre des députés, il est secrétaire de la commission d'Agriculture, et, à partir de 1936, il appartient également à la commission des Boissons. Il est membre de la commission interministérielle de la viticulture de 1932 à 1934.
Le 10 juillet 1940, il vote contre les pleins pouvoirs à Philippe Pétain. Il s'engage dans la Résistance et rejoint le réseau Buckmaster. Après le démantèlement de celui-ci, Robert Mauger rejoint Libération-Nord. Il dirige le comité départemental de Libération en août 1944.
En 1944-1945, il appartient à l'Assemblée consultative provisoire. En 1945, il retrouve tous ses mandats, toujours comme élu socialiste SFIO, mais ne représente pas aux élections législatives de 1946. Il se retire de la vie politique au début des années 1950.

## Décoration
- Médaille de la Résistance française avec rosette

## Sources
- « Robert Mauger », dans le Dictionnaire des parlementaires français (1889-1940), sous la direction de Jean Jolly, PUF, 1960 [détail de l’édition]
- Jean Maitron (dir.), Dictionnaire biographique du mouvement ouvrier français, éd. de l'Atelier, cédérom, 1997
- Pierre Miquel, Les quatre-vingts, éd. Fayard, 1995,  (ISBN 2-213-59416-3).
- Jean Odin, Les Quatre-vingts, FeniXX réédition numérique, 1996, 232 p. (ISBN 978-2-40207-154-3)